# Tre Valli Varesine 1966
La Tre Valli Varesine 1966, quarantaseiesima edizione della corsa, si svolse il 7 agosto 1966 su un percorso di 278,7 km. La vittoria fu appannaggio dell'italiano Gianni Motta, che completò il percorso in 7h13'34", precedendo i connazionali Italo Zilioli e Vito Taccone.
Sul traguardo di Varese 42 ciclisti, sui 92 partiti dalla medesima località, portarono a termine la competizione.

## Ordine d'arrivo (Top 10)
| Pos. | Corridore          | Squadra           | Tempo    |
| ---- | ------------------ | ----------------- | -------- |
| 1    | Gianni Motta       | Molteni           | 7h13'34" |
| 2    | Italo Zilioli      | Sanson            | s.t.     |
| 3    | Vito Taccone       | Vittadello        | s.t.     |
| 4    | Michele Dancelli   | Molteni           | s.t.     |
| 5    | Franco Bitossi     | Filotex           | s.t.     |
| 6    | Flaviano Vicentini | Legnano-Pirelli   | s.t.     |
| 7    | Adriano Passuello  | Legnano-Pirelli   | a 1'45"  |
| 8    | Felice Gimondi     | Salvarani         | s.t.     |
| 9    | Lino Farisato      | Mainetti          | s.t.     |
| 10   | Roberto Poggiali   | Bianchi-Mobylette | s.t.     |